# Ponte Getúlio Vargas
A Ponte Presidente Getúlio Vargas, popularmente conhecida como Ponte Velha de Linhares, é uma ponte em ruínas localizada no município de Linhares, estado do Espírito Santo, no Brasil. Quando inaugurada pelo presidente Getúlio Vargas em 1954, era a maior ponte do estado, com 636 metros de extensão. Cruza o rio Doce e foi utilizada pela BR-101 até 1995.
Após a desativação foi utilizada por pedestres para a prática de esportes, mas tal prática foi proibida após o desabamento de parte da estrutura, em 19 de janeiro de 2009. Uma pessoa que passava pela estrutura morreu com a queda.

## História
A Ponte Getúlio Vargas começou a ser construída no final da década de 1940, no Governo de Carlos Lindenberg. Até então, o transporte de uma margem para outra do Rio Doce era feito sobre balsas, barcos e botes. A ponte foi construída pela empresa Sociedade Ipiranga de Engenharia e Comércio Ltda., que tinha sede no Rio de Janeiro. Quando inaugurada, era a maior ponte em comprimento do estado e devido este fato, foi inaugurada pelo então presidente Getúlio Vargas, no dia 22 de junho de 1954.
Começou a ser desativada no ano de 1979 após a grande enchente do rio Doce, no mesmo ano. Foi efetivamente desativada após o término da Ponte Joaquim Calmon, construída ao seu lado, mais baixa e estreita.
As pedras usadas na construção da ponte foram extraídas no Pontal do Ouro da Lagoa Juparanã. Eram transportadas pelo barco Bom Jesus, que após o término das obras foi abandonado logo abaixo da obra que ajudou a construir.
Custou aos cofres públicos o equivalente a CR$ 19.124.247,20.

## Reformas
A Ponte Getúlio Vargas foi transformada na administração do prefeito José Carlos Elias em nova opção de lazer para os moradores e visitantes, servindo como pista para caminhadas, inclusive noturnas, devido à inauguração do sistema de iluminação. O local passou a contar com uma academia ao ar livre. 
Houve a recuperação do asfalto ao longo de toda a extensão da pista de caminhada e, logo depois da ponte, construída uma rotatória de contorno no trevo de acesso a Jataipeba.

## Interdição
No dia 19 de janeiro de 2009 a ponte foi totalmente interditada após uma parte da estrutura, com aproximadamente 200 metros, ceder com aproximadamente cinco pessoas em cima. Uma pessoa morreu com a queda.
No ano de 2010 foi realizado um estudo sobre as condições da estrutura da ponte e foi decidido por sua demolição, que ainda não possui data marcada. Passados dez anos de sua queda, em 2019, as ruínas permaneciam no aguardo pela sua retirada.